# Оборона Полоцька
Оборона Полоцька — бойові дії радянських та німецьких військ в ході Смоленської битви у липні 1941 року.

## Передумови
Полоцький укріпрайон почав будуватися ще 1927 року. Станом на 1938 рік в укріпрайоні знаходилося 263 кулеметні вогневі точки на 450 станкових кулеметів та 10 протитанкових вогневих пунктів — 45-мм гармати в бронебаштах танків Т-26; протяжність по фронту становила 56 кілометрів.
Напередодні нацистсько-радянської війни Полоцький укріплений район був укомплектований особовим складом по штату мирного часу, там знаходилася 50-та стрілецька дивізія та частини 17-ї стрілецької. Перед самим початком війни ці дивізії передислоковані в Гродненську область, в місті лишилися 390-й артилерійський полк та два дивізіони, що очікували відбуття залізницею. З 23 липня в місті створюється 55-й звідний полк. Для посилення оборонних укріплень над спорудами укріпрайону працювало до 5000 полочан, військовозобов'язаних до ДОТів довозили з Московської області.
На початку липня основні сили групи армій «Центр» проводили завершальні бої по ліквідації угруповань оточених радянських військ в часі Білостоцько-Мінської битви.
Для наступу на Москву через Смоленськ німецьким командуванням виділяються 2-га Гудеріана та 3-тя Гота танкові групи Вермахту під загальним керунком генерал-фельдмаршала фон Клюге.
В напрямі Полоцька передовий загін 19-ї танкової дивізії шосейними шляхами від Вільнюса через Глибоке і Постави подолав до 200 кілометрів та підійшов до річки Західна Двіна, де знаходилася в середній течії 22-га армія генерал-лейтенанта П. П. Єршакова — 6 стрілецьких дивізій, перекинутих з Уралу.

## Бої за Полоцьк
26 червня командування укріпрайоном приймає полковник Деві Микола Сергійович (загинув у вересні 1941 року в атаці).
Перша німецька колона з'явилася під Полоцьком вже 27 червня, в ранковому бою зведений полк майора Колоколова їх розбив.
29 червня утворюється Полоцька бойова ділянка — включала в себе і 61-й Полоцько-Себезький УР з системою ДОТів у числі п'яти кулеметно-артилерійських батальйонів — під керуванням комбрига Зигіна.
3 липня німецькі сили в районі Полоцька починають загальний наступ з Даугавпілса та Молодечна. 19-та танкова армія генерала Отто фон Кнобельсдорфа в напруженому бою витіснила радянські сили з південного берега Західної Двіни біля Дісни та 4 липня за підтримки авіації займає плацдарм.
Діюча правіше 18-та моторизована дивізія наштовхулася на оборонні споруди Полоцького укріпрайону біля Вєтрино — Фариново та зупинена силами 174-ю стрілецькою дивізією комбрига О. І. Зигіна. Через запеклий опір німецькі сили в цьому напрямі відмовляються від лобового наступу, з Мінська під Полоцьк сюди перекидається 14-та моторизована дивізія.
Протягом боїв 4—5 липня з частинами 98-ї стрілецької дивізії, що тримала оборону по лінії Верхньодвінськ — Дієна німецька 19-та танкова дивізія форсувала Західну Двіну на стику 98-ї та 174-ї стрілецьких дивізій і захопила невеликий плацдарм на правому березі. В ході боїв 5-7 липня радянські війська під натиском переважаючих сил противника відходять на першу лінію укріпрайону біля села Плиговки. Частини 186-ї стрілецької дивізії, не встигнувши закріпитися, відкинуті на ділянці Улла — Бешенковичі німецькою 20-ю танковою дивізією. В бій кинуті резервні ударні групи зі складу 494-го стрілецького полку.
З 5 липня радянські війська без особливих успіхів контратакують нацистські сили, що розширювали плацдарм біля міста Дісни.
7 липня німецькі війська почали атаку на сили 22-ї армії по всьому фронту, на правому фланзі піхотні дивізії групи армій «Північ» проривають позиції Себезького укріпрайону, однак генерал-лейтенант А. І. Єрьоменко проводить передислокацію сил і це дало змогу стабілізувати ситуацію того дня.
6 липня в ході контратак 174-ю стрілецькою дивізією із втратами серед бійців було підбито 6 німецьких танків та 4 літаки.
7 липня 30 танків німецької 19-ї танкової дивізії за підтримки авіації — Ю-87 та Ю-88 — атакують оборону Полоцької бойової ділянки на півночі, через надзвичайно великі втрати радянські сили відведені на лінію ДОТів. Того ж дня комдив 174-ї стрілецької дивізії очолює контратаку — разом з частинами 98-ї стрілецької дивізії, у цілоденному бою навіть було захоплено 1 танк та 2 броньовики, але вибити німців не було сил.
8 липня радянські сили відбили спроби німецьких військ розширити плацдарм біля Дісни, 126-та стрілецька дивізія, що була перекинута сюди, зазнала значних втрат, був убитий командир дивізії М. А. Кузнецов, два командири полків, начальник штабу дивізії та начальник відділення штабу. Німецька 20-та дивізія 39-го мотокорпусу форсувала Західну Двіну біля Улли та прорвалася в напрямі Вітебська. Того ж дня 15-кілометровий відтинок оборони займають курсанти Лепельського мінометного училища. 186-та стрілецька дивізія опиняється в оточенні; з 13700 бійців її складу вирвалося з «котла» 3000.
9 липня напружені бої велися під Борковичами, того ж дня німецькі танкові з'єднання прорвалися до Вітебська. Того ж дня почалися бої в напрямі Боровух, де наступали до 100 танків з піхотою, бої велися в укріплених пунктах Заручев'є, Залесьє, Махірово, Осеротки. В боях за Боровуху Першу німці в 5 атаках втратили до 2000 солдатів вбитими.
10 липня 174-та стрілецька дивізія відбивала атаки біля Владичина і Мехелево, нацистські сили блокували 6 ДОТів та 2 підірвали. Німецькі 14-та моторизована та 19-та танкова дивізії направили до 100 танків та 30-40 гармат на Городок.
Вночі на 11 липня на плацдарм — на Західній Двіні переправляються 86-та та 206-та піхотні дивізії 23-го армійського корпусу.

Німецькі вояки зазирають в здобутий ДОТ

22-га радянська армія продовжувала вести бої з німецькими силами, котрі обходили фланги Себезького та Полоцького укріпрайонів; 11 липня армія отримує наказ — 51-шу стрілецькому корпусу зайняти новий оборонний рубіж, 62-гу стрілецькому корпусу лишити в Полоцькому укріпрайоні не більше полку та гарнізон, основним силам у співдії з 19-ю армією ліквідувати німецький прорив біля Улли, 508-й радянський полк в атаці на переправі знищив кілька десятків німецьких солдатів, вивів з ладу до 50 автомобілів, на виявленому аеродромі виведено з ладу до 30 літаків люфтваффе; під сильним вогнем противника радянські бійці відходять.
Проте основні сили 62-го корпусу продовжували бої на попередніх позиціях, 174-та стрілецька дивізія захищалася на лінії Полоцького укріпрайону та намагалася вибити нацистські сили з прориву біля Боровухи.
Для оточення Полоцько-Невельського радянського угрупування німецьке командування кидає сусідні фланги груп армій «Північ» та «Центр». Проти стрілецьких дивізій 22-ї армії рушають 2-й та 50-й армійські корпуси 16-ї армії групи армій групи «Центр», 3-й танкова група — 3 піхотні дивізії 27-го корпусу, танкова та моторизована дивізії 57-го, біля Улли Західну Двіну форсували три дивізії 39-го мотокорпусу.
11—13 липня 23-й армійський корпус завдає щоденних ударів у напрямку Старий Двор — Боровуха Перша.
До 12 липня німецьке командування зуміло сконцентрувати проти 6 дивізій радянської першої лінії оборони свої 16 дивізій.
12 липня 14-та моторизована та 19-та танкова дивізії 57-го мотокорпусу 3-ї танкової групи Гота завдають удару з плацдарму в зоні захисту 22-ї радянської армії біля Дісни та проривають оборону. Зі сторони Постав підходять 6-та та 26-та піхотні дивізії 6-го армійського корпусу, котрі змінили 18-ту моторизовану дивізію.
Протягом 12-13 липня велися надзвичайно кровопролитні бої за Вітебськ; 13 липня комбриг Зигін доповідав в штаб 62-го стрілецького корпусу, що з трьох батальйонів 494-го стрілецького полку лишилося не більше півтори роти.
19-та танкова армія захоплює Дретунь, займає радянську базу постачання та 13 липня продовжує наступ на Невель, але радянська 48-ма танкова дивізія 22-ї армії стримує наступ. Атака радянських частин 62-го корпусу в тил зі сторони Полоцька сповільнила просування німецької 18-ї моторизованої дивізії. 14-та моторизована дивізія разом з 19-ю танковою починають наступ на Невель з плацдарму північніше Полоцька в районі Владичино; в тому ж часі продовжуються німецькі атаки на Боровуху. Біля залізничної станції Дретунь знаходився військовий польовий госпіталь 62-го стрілецького корпусу, багато з них загинуло після того, як до госпіталю прорвалися німецькі автоматники. В напружених боях цього дня тільки 494-й полк 174-ї стрілецької дивізії знищив сотні гітлерівців, 47 кулеметів, до 30 танків, 21 автомобіль, 14 гармат та мінометів — по звітах командування полку.
В часі з 13 по 15 липня німецькі бомбардувальники кількістю по 20-30 літаків регулярно бомбардували Полоцьк за постійної підтримки артилерії, тривали безперервні пожежі.
До вечора 14 липня під Гомелем німецьким командуванням було підготовано позиції 38 артилерійських батарей — від 37-мм протитанкових гармат до 210-мм мортир.
15 липня зранку німецька артилерія починає прицільний обстріл, містечко Гомель зазнало великих руйнацій; до полудня було знищено 5 ДОТів та прорвано радянську оборону. Зі сторони Боровухи Другої 23-й німецький корпус займає правобережну частину Полоцька, радянські війська підірвали всі 3 мости через Західну Двіну.
Вночі з 15 на 16 липня починається відхід радянських військ. В ніч на 16 липня німецькі сили займають лівобережну частину Полоцька, радянська 19-та танкова дивізія займає Невель, їй на противагу висувається 12-та піхотна дивізія групи армій «Центр».
На правий фланг 23-го корпусу підходять дві піхотні дивізії 6-го армійського корпусу, котрі брали участь у прориві Полоцького укріпрайону.
Під загрозою оточення 22-га радянська армія отримає наказ про відступ, проте деякі довгочасні оборонні споруди Полоцького укріпрайону продовжували бойові дії до 19 липня, радянські піхотні частини під Боровухою Першою — до 17 липня. Сучасники тих подій оповідають, що ДОТ у Головнях відстрілювався до 17 липня тому, що радянські кулеметники там були замкнені.
Запекла оборона 22-ї армії під Полоцьком стримала німецький наступ на північній частині центральної ділянки нацистсько-радянського фронту. Після обходження Полоцька нацистські сили наштовхнулися біля Невеля на оборону другого ешелону 22-ї армії, по тому — під Великими Луками. Відчайдушний опір радянських військ, зокрема, в боях під Великими Луками, посприяв відходу 22-ї армії з «котла».
20 липня 98-ма та 112-та дивізії 51-го стрілецького корпусу 22-ї армії зміг вирватися з оточення, із залишків дивізій формуються зведені полки, котрі зайняли оборону по річці Ловать.
21 липня вирвалися з оточення частини 62-го стрілецького корпусу, серед них і 174-та стрілецька дивізія. Цього ж дня після багатоденних із великими втратами з обидвох сторін боїв радянські 48-ма танкова дивізія, 126-та та 179-та стрілецькі дивізії вибили нацистів з Великих Лук.
Для прикриття ділянки між Західним та Північно-Західним фронтами із складу Фронту резервних армій перекидаються 29-та армія генерал-лейтенанта І. І. Масленнікова та 30-та генерал-майора В. О. Хоменка.